# Joshua Cheptegei
Joshua Kiprui Cheptegei (Kapsewui, 12 de setembro de 1996) é um fundista ugandense, campeão olímpico e recordista mundial dos 5.000 metros e 10.000 metros, tricampeão mundial dos 10.000 m e campeão mundial de cross-country. Também tem os recordes mundiais das provas não-olímpicas de estrada dos 5 km e 15 km.
Jogador de futebol, saltador de distância e triplista na adolescência, trocou para as corridas de longa distância ao descobrir seu talento para esta modalidade do atletismo. Depois de cursar literatura e línguas estrangeiras em Kampala por dois anos, passou a integrar a Polícia Nacional de Uganda.

## Carreira
Em 2014, aos 17 anos, foi campeão mundial junior dos 10 000 metros em Eugene, Estados Unidos, e no ano seguinte campeão africano junior na mesma distância. Sem conseguir bons resultados na Rio 2016, que disputou aos 19 anos em idade ainda de juvenil, sua carreira teve um grande impulso a partir de 2017. Neste ano conquistou a medalha de prata nos 10 000 m do Campeonato Mundial de Atletismo de Londres e em 2018 foi bicampeão nos Jogos da Comunidade Britânica disputados em Gold Coast, Austrália, vencendo os 5 000 e os 10 000 metros. No mesmo ano, marcou seu primeiro recorde mundial, dos 15 km em corrida de rua, em Nijmegen, na Holanda.
Em março de 2019, Cheptegei se tornou campeão mundial de cross-country vencendo os 10 km – a principal prova individual – do evento disputado em Aarhus, na Dinamarca, o primeiro atleta de Uganda a conseguir esse título. Em setembro, conquistou a medalha de ouro nos 10 000 metros do 17º Campeonato Mundial de Atletismo, disputado em Doha, no Qatar. 
Em fevereiro de 2020, conseguiu seu segundo recorde mundial em provas de rua, vencendo os 5 km de Mônaco em 12:51. A pandemia de Covid-19 cancelou ou adiou a grande maioria dos eventos esportivos a partir de março, incluindo os Jogos Olímpicos de Tóquio e as provas da Diamond League, o circuito anual internacional de atletismo. O circuito, que originalmente começaria em março, teve seu primeiro evento disputado apenas em 14 de agosto, em Mônaco. Nele, Cheptegei estabeleceu um novo recorde mundial para os 5 000 metros, 12:35.36, superando em dois segundos a marca do etíope Kenenisa Bekele conquistada dezesseis anos antes, em 2004. Em outubro do mesmo ano, quebrou o recorde mundial dos 10.000 m que também pertencia a Bekele, em Valência, Espanha, com a marca de 26:11.00.
Em Tóquio 2020, sua primeira Olimpíada, conquistou a medalha de ouro nos 5 000 m e a de prata nos 10 000 metros. Em Eugene 2022 foi bicampeão mundial dos 10 000 m vencendo a prova em 27:27  e tricampeão em Budapeste 2023, com o tempo de 27:51.
Em Paris 2024 conquistou a medalha de ouro nos 10 000 m vencendo a prova em 26:43.1, novo recorde olímpico.